# Wurzenpass Straße
Die Wurzenpass Straße (B 109) ist eine Landesstraße in Österreich. Sie hat eine Länge von 7,5 km und führt im Dreiländereck aus dem Gailtal auf den Wurzenpass. Die Straße hat eine Steigung von bis zu 18 % (durch eine einzelne Fluchtstraße gesichert) und hat seit der Eröffnung des Karawankentunnels nur noch touristische Bedeutung.

## Geschichte
Nach der Eröffnung der Kunststraße im Jahre 1734 entwickelte sich der Wurzenpass zu einer vielbefahrenen Straße.
Während des Kalten Krieges wurden von 1963 an, entlang der Straße starke Verteidigungsstellungen errichtet und hauptsächlich mit Milizsoldaten bemannt, die zur „Sperrkompanie WURZEN/73“ (die Zahl 73 steht für das Landwehrstammregiment 73 aus Villach) zusammengefasst wurden. Der Abwehrkampf hätte im Ernstfall bei Straßenkilometer 6,93 (unmittelbar vor einem steilen Gefälle und kurz vor der slowenischen Grenze) begonnen werden sollen – genau an dieser Stelle wurde 2009 zur Erinnerung daran, ein originaler T-34 Panzer vor einer Panzerigelsperre postiert. Zudem war die B109 an fünf Stellen mit Stahlelementen in Versenkschächten und Sprengröhren präpariert, um sie nachhaltig zu sperren, daran erinnern noch heute Hinweisschilder.
Die Verteidigungsanlagen in Originalzustand, das ist ein weitläufiges Stellungssystem, verbunkerte Centurion-Panzertürme samt 10,5 cm Panzerabwehrkanone, Fliegerabwehranlage mit schwerem MG, Kampfdeckungen, Verbindungsgräben, Schutzunterstände, wurden 2005 zum Bunkermuseum Wurzenpass erklärt und können heute besichtigt werden.

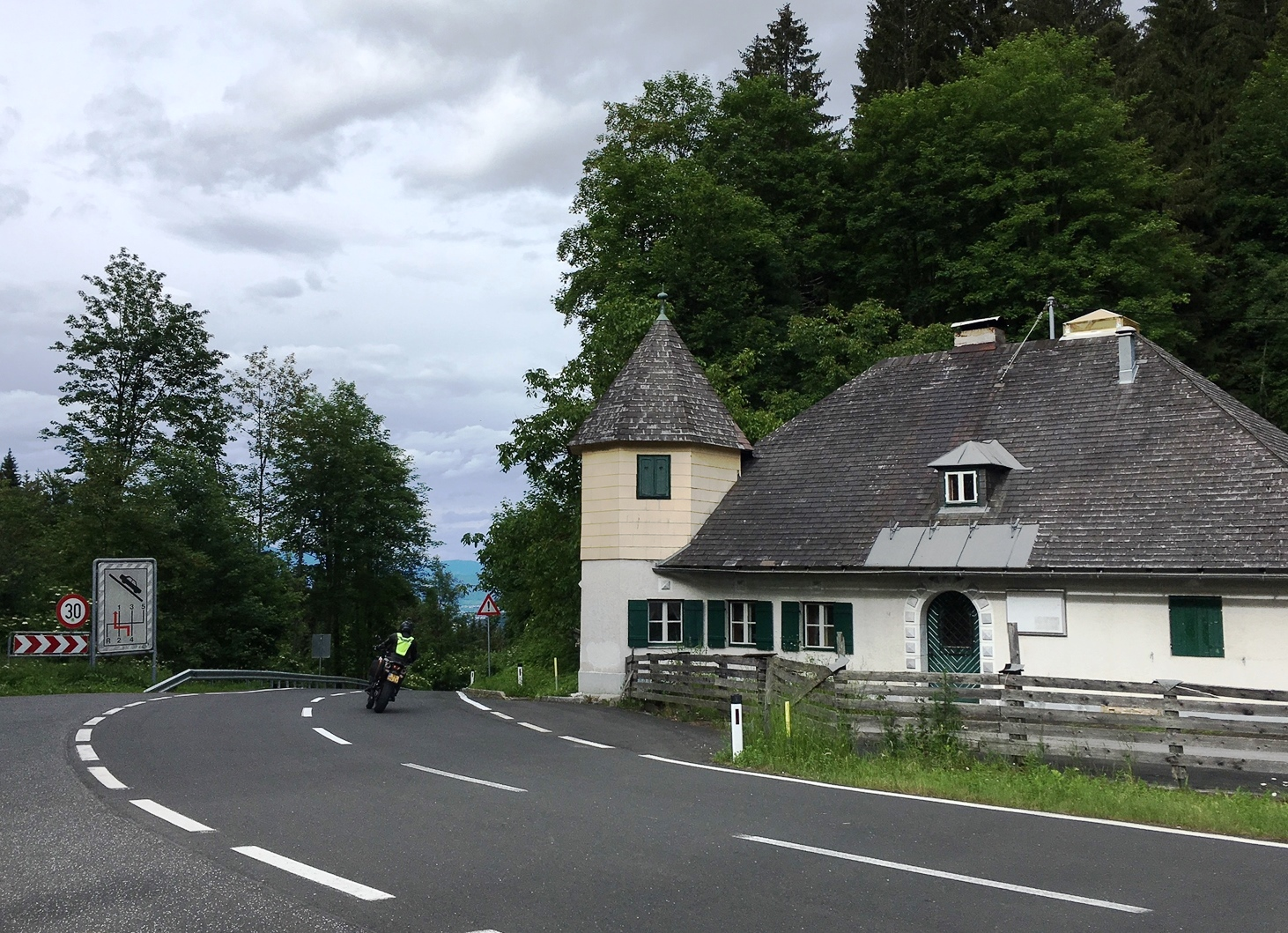
B109 Wurzenpass Straße
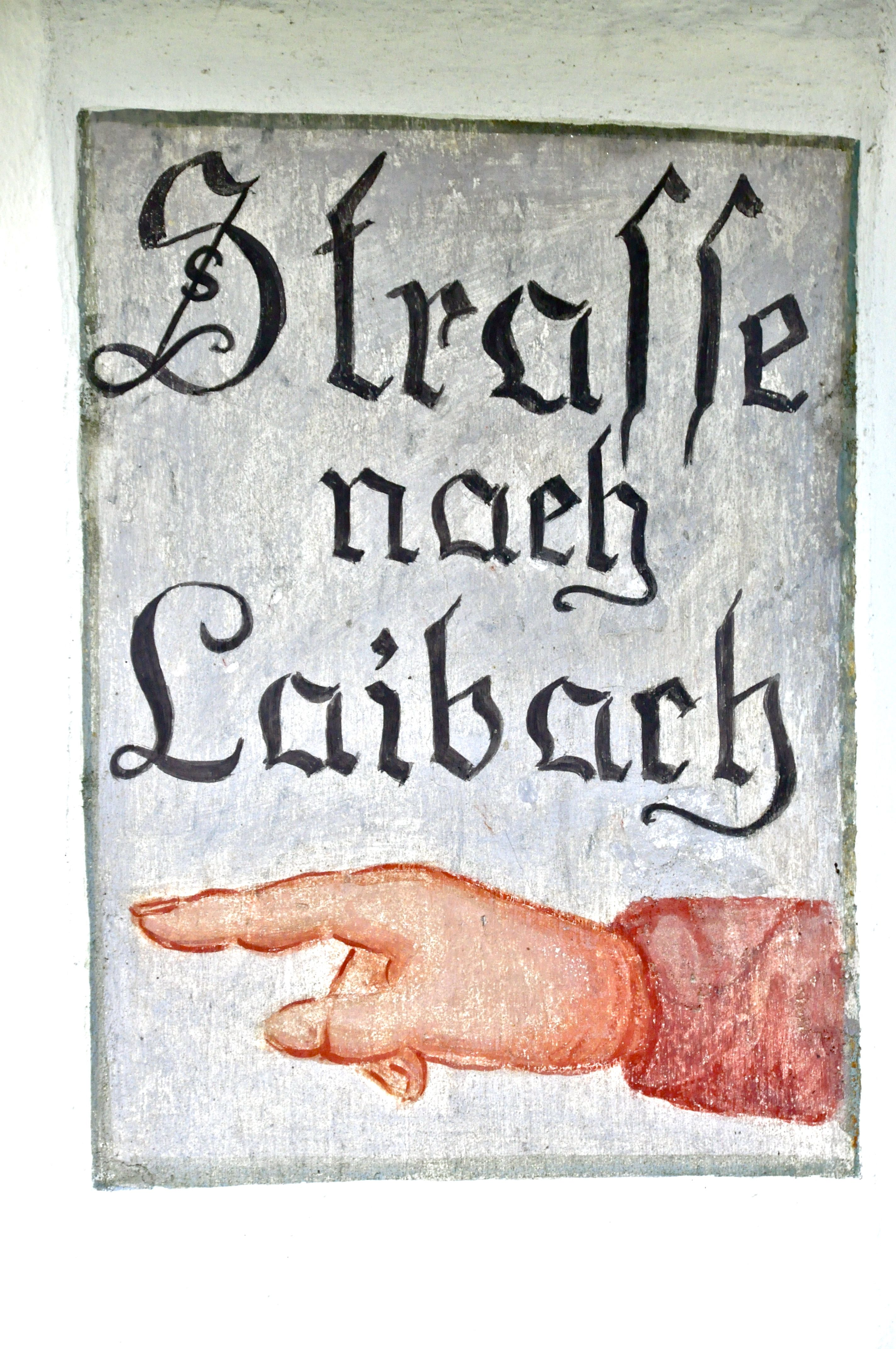
Wegweiser an der Riegersdorfer Kapelle
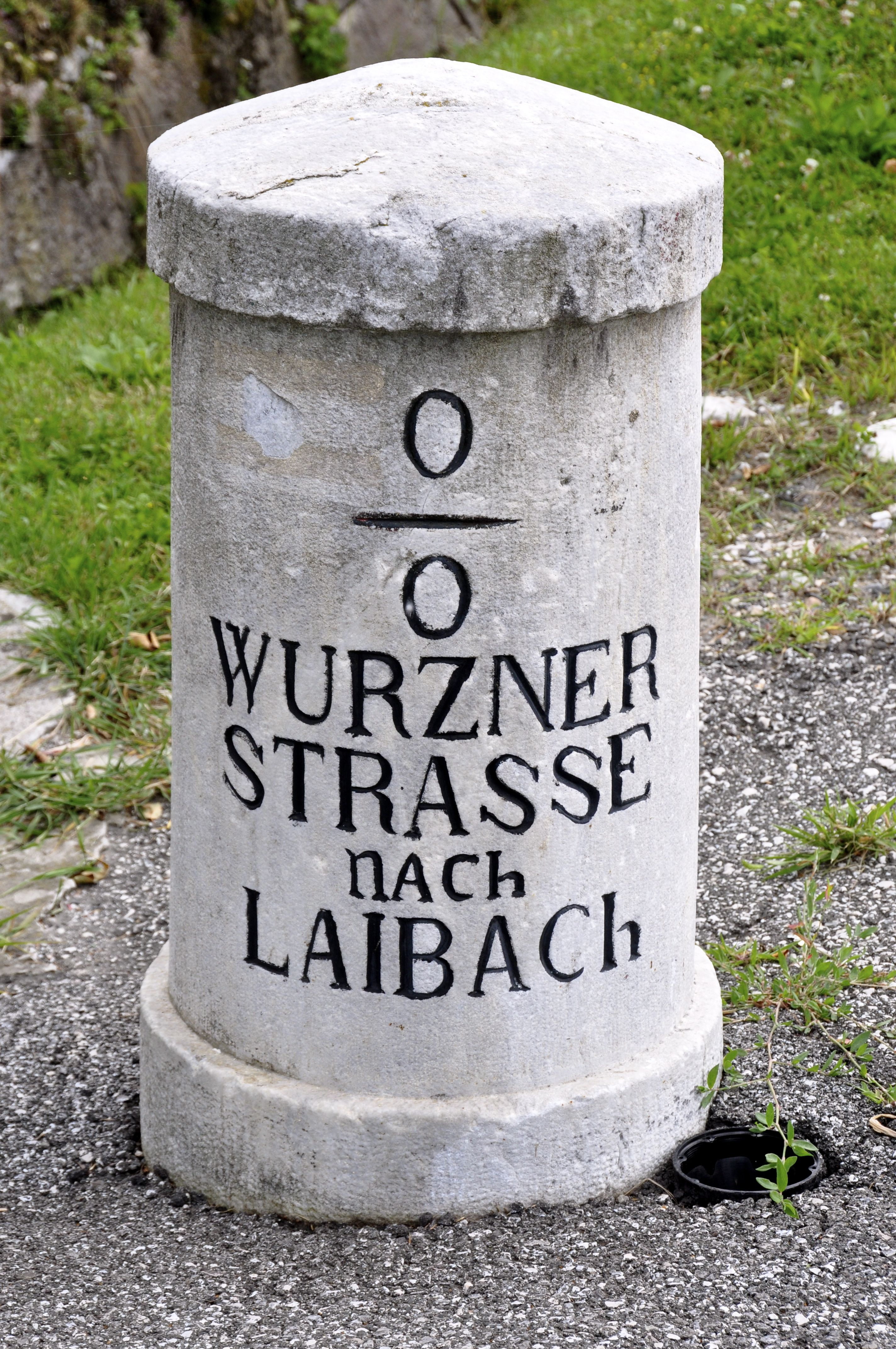
Kilometerstein in Riegersdorf, Marktgemeinde Arnoldstein
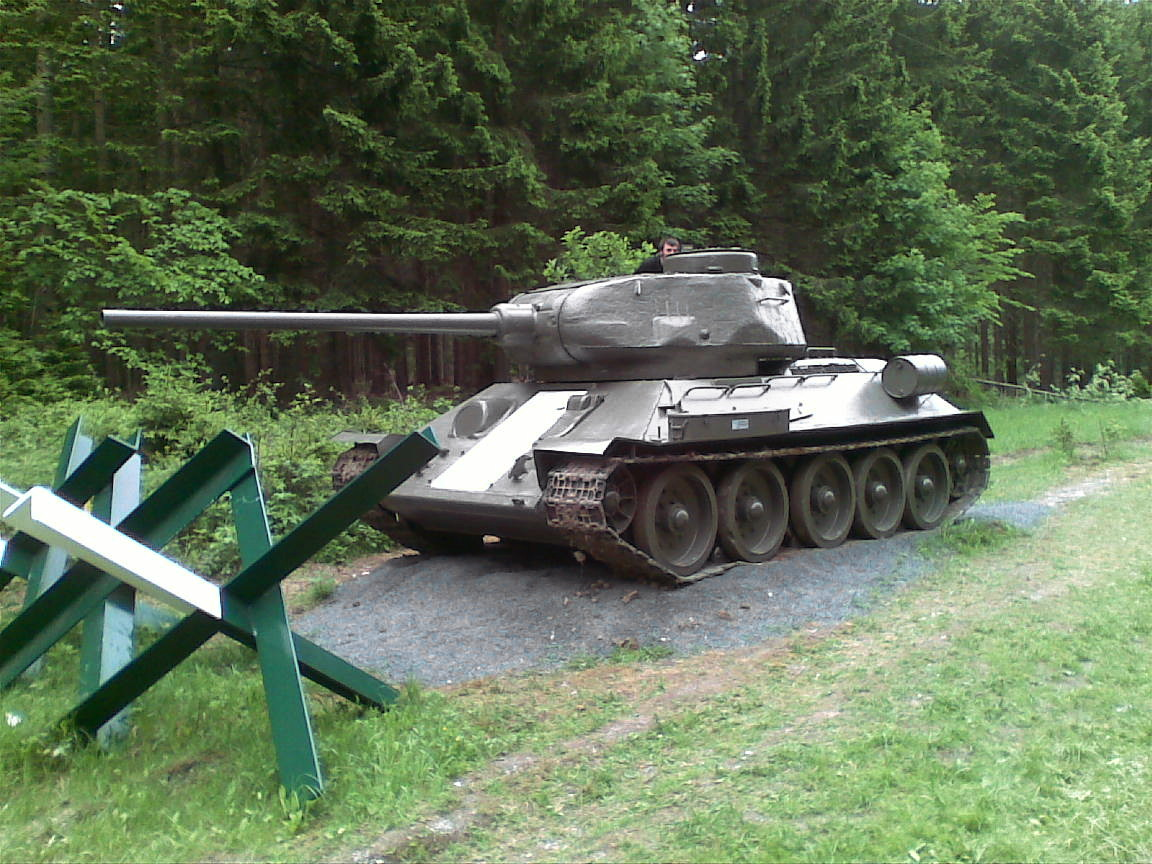
Originaler T-34 am Straßenrand, kurz vor dem Grenzübergang zu Slowenien (Teil des Bunkermuseums)
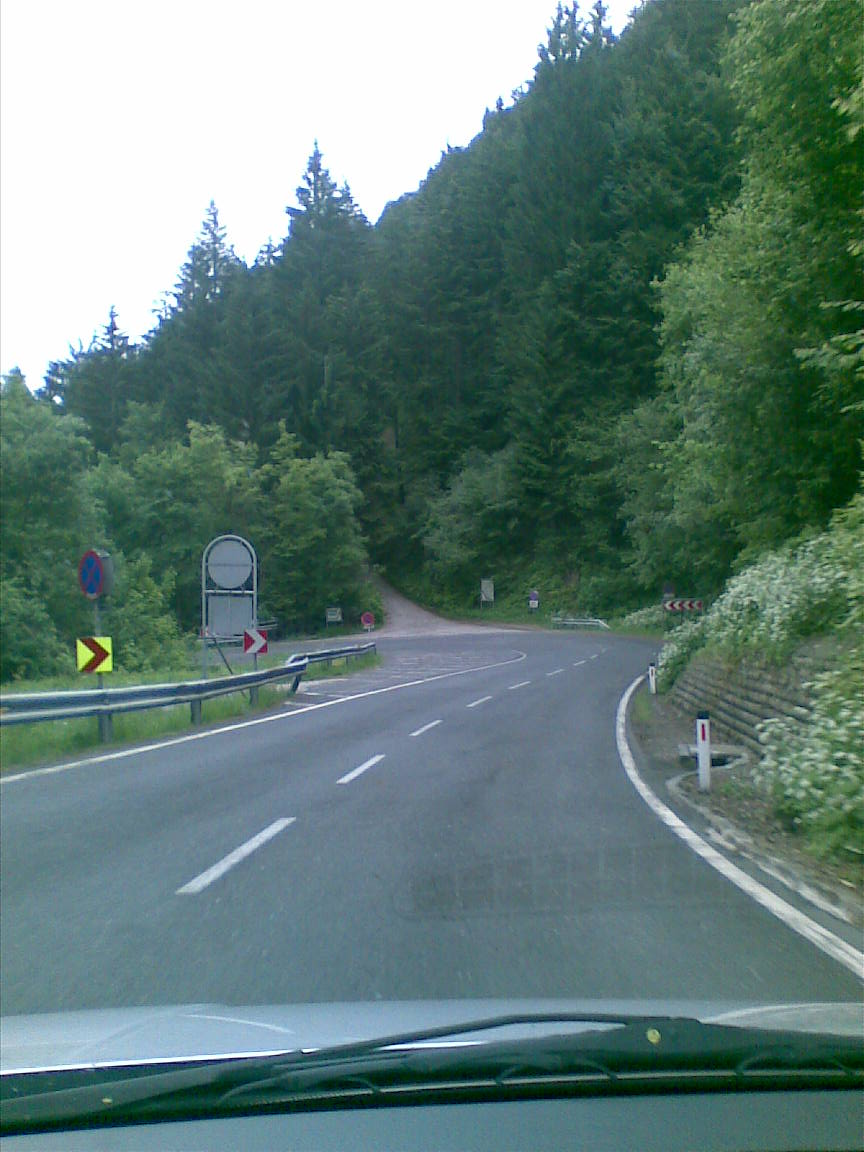
18 %-Gefälle mit anschließender scharfer Linkskurve und Fluchtstraße
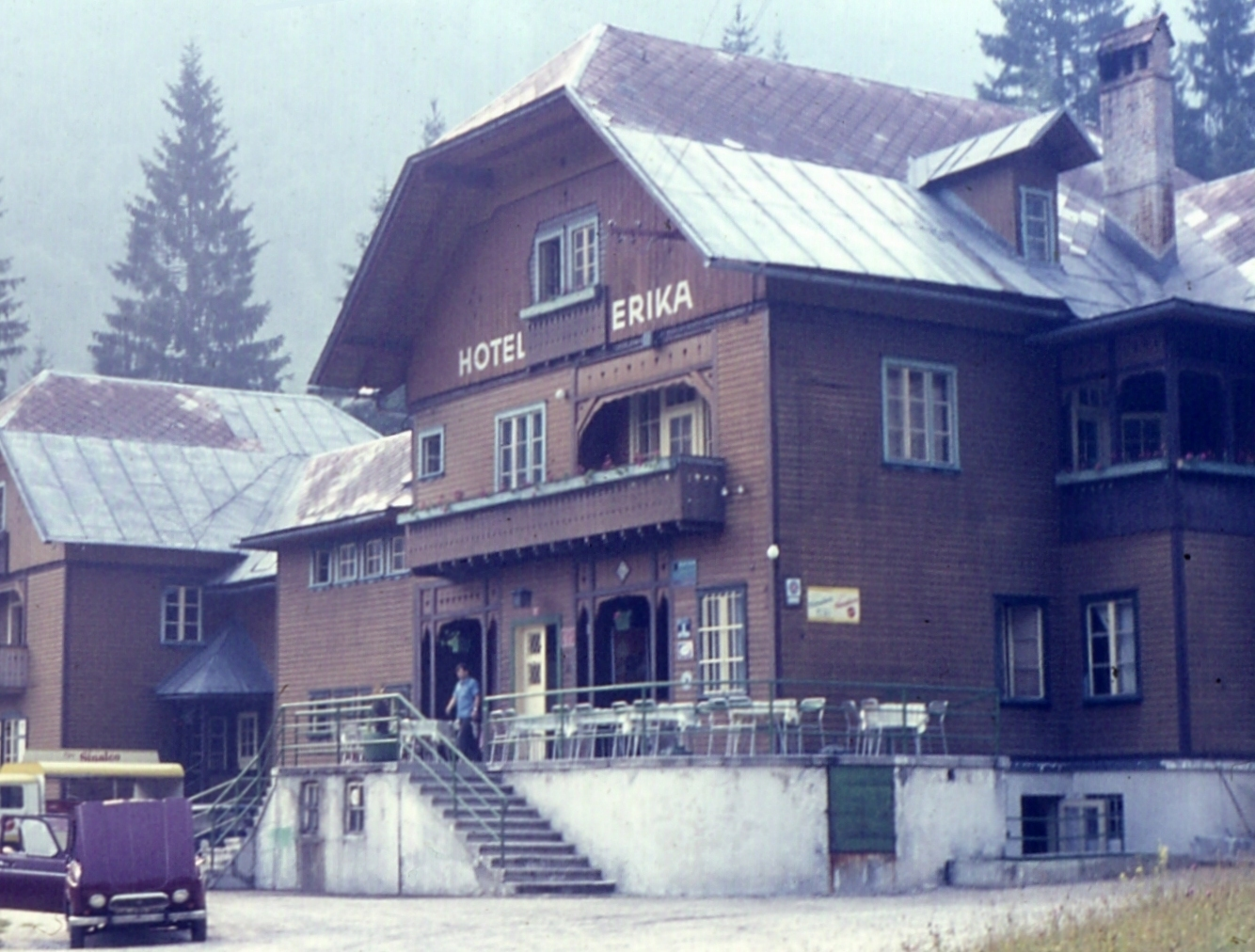
Hotel an der Straße zum Wurzenpass (1970)